# Draba fuhaiensis
Draba fuhaiensis là một loài thực vật có hoa trong họ Cải. Loài này được Z.X.An mô tả khoa học đầu tiên năm 1995.